# 小西茂也
小西 茂也（こにし しげや、1909年1月16日 - 1955年4月21日）は、フランス文学者、翻訳家。

## 来歴
栃木県生まれ。東大文学部仏文科卒。19世紀フランス文学を中心に多くの翻訳書がある。
河出書房、逓信省嘱託、外務省にも勤務後に、オノレ・ド・バルザック、ギ・ド・モーパッサンや、ピエール・ブラントームなどのフランス艶笑譚を翻訳。戦後1946年には、かねて敬愛する永井荷風を市川の自宅に約２年間住まわせたことでも知られている。その間、我儘で奇行の多い荷風に大変悩まされたことを「同居人荷風」(1952年発行『新潮』掲載)などに書いている。
近年刊の秋山征夫『荷風と市川』（慶應義塾大学出版会、2012年）で、両者の関係が明かされた。
精力的に翻訳業を続けていたが、40代で急逝した。2007年にマルキ・ド・サド『閨房哲学』の訳稿が発見され刊行された。

## 著書

### 単著
- 『ふらんす情史』大日本雄弁会講談社、1954年。

### 共著
- 小西茂也、大西忠雄『モーパッサン』青磁社、1949年。

### 翻訳
- アラン『バルザック』創元社、1940年。
  - アラン『バルザック』創元社〈創元選書 第118〉、1940年。
- アラン『情念について』白水社、1942年。
- バルザック『風流滑稽譚』新樹社、1947年。
- バルザック『暗黒事件』壮文社、1947年。
  - バルザック『暗黒事件』丹頂書房〈フランス小説傑作選〉、1949年。
  - バルザック『暗黒事件』三笠書房〈三笠文庫 第62〉、1952年。
  - バルザック『暗黒事件』新潮社〈新潮文庫〉、1952年。
- バルザック『こんと・どろらていく』新樹社、1948年。
- ブラントーム『艶婦伝』新樹社、1948年。
- バルザック『風流滑稽譚拾遺』新樹社、1948年。
- バルザック『川揉み女』新樹社、1948年。
- モーパッサン『艶笑小説集』青磁社、1949年。
- バルザック『風流滑稽譚抄』弘文堂〈世界文庫〉、1949年。
- バルザック『谷間の百合』三笠書房〈世界文学選書 第37〉、1950年。
  - バルザック『谷間の百合』三笠書房〈若草文庫 第4〉、1953年。
- ガチアン・クウルティルス・ド・サンドラス『ダルタニャン色ざんげ』河出書房、1950年。
  - ガチアン・クウルティルス・ド・サンドラス『ダルタニャン色ざんげ』河出書房〈河出新書〉、1955年。
- ドルリヤック夫人『チャタレイ夫人第二の夫』新潮社、1951年。
- モーパッサン『モントリオル』白水社〈モーパッサン長篇全集 第2〉、1951年。
- バルザック『ゴリオ爺さん 下巻』角川書店〈角川文庫 第251〉、1951年。
- ボードレール『若き魔術師 他一篇』角川書店〈角川文庫 第461〉、1952年。
- エチアンブル『聖歌隊の少年』新潮社、1953年。
- ヴェルヴィル『艶笑十八講』六興出版、1954年。
- ジャン・シュアール『あまとりあ事典』あまとりあ社、1954年。
- カザノヴァ『カザノヴァ囘想録 上巻』新潮社〈新潮文庫〉、1954年。
- ヘンリー・ミラー『ランボオ論』新潮社、1955年。
- ベロアルド『落した話落さなかつた話』美和書院、1955年。
- バルザック『風流滑稽譚（一）』新潮社、2001年。
- バルザック『風流滑稽譚（二）』新潮社、2001年。
- バルザック『風流滑稽譚（三）』新潮社、2001年。
- D.A.F.サド『閨房哲学』一穂社、2007年。ISBN 978-4900482333。

### 共訳
- アンドレ・ジッド 著、武者小路実光・小西茂也 訳『ドストエフスキー』日向堂、1930年。
- アンドレ・ジイド 著、鈴木健郎・桑原武夫・大岡昇平・中島健蔵・秋田滋・小西茂也 訳『続文芸評論』芝書店、1933年。
- バルザック 著、小西茂也・新城和一 訳『暗黒事件、捨てられた女』河出書房〈バルザック全集 第8巻〉、1935年。
- バルザック 著、小西茂也・水野亮 訳『滑稽譚 赤い宿屋』青木書店〈ふらんすロマンチック叢書〉、1940年。
- バルザック 著、小西茂也・大西忠雄 訳『泥浚ひ』東宛書房〈バルザック人間劇叢書〉、1942年。
- ボードレール 著、村上菊一郎・三好達治・小西茂也 訳『悪の華、巴里の憂鬱、ラ・ファンファルロ、幼魔術師』河出書房〈世界文学全集学生版〉、1951年。
- バルザック 著、小西茂也・水野亮 訳『谷間の百合、ウジェニー・グランデ』河出書房〈世界文学全集学生版〉、1952年。
- モーパッサン 著、杉捷夫・小西茂也 訳『女の一生、ピエールとジャン』河出書房〈世界文学全集 第1期 8〉、1954年。
- バルザック 著、小西茂也・小林正 訳『ゴリオ爺さん、老嬢』東京創元社〈バルザック全集 8〉、1959年。
- バルザック 著、小西茂也・堀口大學 訳『ラブイユーズ、オノリーヌ』東京創元社〈バルザック全集 17〉、1960年。

### 共編
- 奥野信太郎、小西茂也共編 編『ほくろの位置について』六興出版、1953年。